# (602572) 2014 MD70
(602572) 2014 MD70 est un objet transneptunien faisant partie des objets épars, il mesure environ 150 km de diamètre.